# فندق أريزونا بيلتمور
فندق أريزونا بيلتمور هو منتجع يقع في فينيكس بالقرب من شارع 24 وطريق كاملباك. وهو جزء من فنادق هيلتون «فنادق ومنتجعات الدورف أستوريا»، وظهر أيضاً في برنامج فنادق رائعة على قناة السفر.
وقد تم تحديد أريزونا بيلتمور باعتباره موضع فخر فينكس.

## لمحة تاريخية
فتح وارن ماك آرثر، الابن، والأخ تشارلز ماك آرثر جنباً إلى جنب مع جون مكنتي بومان، رجل الأعمال خلف سلسلة فنادق بيلتمور، فندق أريزونا بيلتمور في 23 فبراير عام 1929.
المهندس المعماري المسجل لفندق أريزونا بيلتمور هو ألبرت تشيس مكارثر، ولكن غالباً ما يعزى تصميمه عن طريق الخطأ إلى فرانك لويد رايت، بسبب رؤية استشاراته في موقع البناء لمدة أربعة أشهر في عام 1928 فيما يتعلق بعمل وحدة البناء لبناء «كتلة الغزل والنسيج». يقول بعض الزوار [من؟] أن الفندق يملك في الشكل والمظهر من مبنى رايت، خصوصا في البهو الرئيسي، على الأرجح بسبب بصمة قوية من تصميم وحدة الكتلة التي رايت قد استخدمت على أربعة مبان سكنية في منطقة لوس انجليس في وقت سابق نحو 6 سنوات. مكارثر هو المهندس المعماري للفندق بلا منازع طبقاً لرسومات ورق الكتان الأصلية للفندق في محفوظات مكتبة جامعة ولاية أريزونا، وكذلك المقالة المنشورة في عام 1929 في مجلة السجل المعماري.المهندسين المعماريين هما دراسة في التناقض حيث أن رايت المشهور والمعروف بأنه تعلم ذاتياً ولم يرخص له أبداً كمهندس معماري في ولاية أريزونا. ومكارثر ذو الصيت الأكثر ليناً هو متدرب في هارفارد في الهندسة المعمارية، والرياضيات، والهندسة، والموسيقى. وحصلت مكارثر على رخصة مهندس معماري في ولاية أريزونا، رقم 338، في عام 1925، وهو العام الذي وصل فيه إلى فينيكس لبدء ممارسته.
إضافة إلى الارتباك، في السنوات الأخيرة، تم إضافة تأثيرات فرانك لويد رايت إلى المنشأة مثل تصميم نافذة الزجاج الملون بعنوان «أشكال ساجوارو وزهور الصبار» والذي صممه رايت ليكون غلاف مجلة لمجلة الحرية في عام 1926 وكانت ملفقة من قبل طلاب تاليسين وركبت خلال تجديدات وترميمات الفندق في عام 1973. وتم وضع نسخ من التماثيل الهندسية «العفريت» حول الملكية والمصممة أصلاً من قبل النحات ألفونسو إينيل لمشروع رايت «حدائق منتصف الطريق» في عام 1915 في شيكاغو.وتم أيضاً تحويل الغرفة المشمسة في الفندق الأصلي في عام 1929 إلى مطعم في عام 1973 والذي سمي منذ منتصف التسعينيات باسم «رايت».
تأليف تصميم الفندق هو ليس نزاعاً جديداً. حيث أدان رايت العديد من المرات استخدام مكارثر لنظام الكتلة [حيث أراد رايت كتل مربعة بدلاً من الكتل المستطيلة المتناسبة رياضياً الذي تم استخدامه] وادعى علناً الفضل في تصميم المبنى. وأصدر رايت رسالة صيغت بعناية في عام 1930 والتي نشرت في مجلة سجل المعمارية (اقتبلس منها في كتاب برندان جيل «العديد من أقنعة»):

## الانتخابات الرئاسية في عام 2008
أقامت حملة ماكين/ بالين يوم 4 نوفمبر في عام 2008، حفلها النهائي في الفندق. واعترف السيناتور جون ماكين، المرشح الجمهوري للرئاسة، بهزيمته عندما تحدث إلى الصحفيين وأنصاره بخيبة أمل في حديقة الفندق.وشاهد بعض المناصرين خطاب ماكين عبر دائرة تلفزيون مغلقة من قاعة مناسبات. وأدى الحاكم السابق لولاية لويزيانا بدي رومر دور رئيس المراسم لحفل الترفيه المسائي في وقت سابق من المساء، في قاعة الاحتفالات.